# Молишет (Бистрица-Насауд)
Молишет (рум. Molișet) насеље је у Румунији у округу Бистрица-Насауд у општини Тарлишуа. Oпштина се налази на надморској висини од 430 m.

## Становништво
Према подацима из 2002. године у насељу је живело 306 становника, од којих су сви румунске националности.